# الأداء المتوقع
الأداء المتوقع في هندسة الحاسوب هو مدى سرعة ظهور إحدى ميزات البرامج لأداء مهمتها، و ينطبق المفهوم بشكل أساسي على جوانب قبول المستخدم لذلك. إن مقدار الوقت الذي يستغرقه التطبيق في بدء التشغيل أو تنزيل ملف لا يُقَلَّل عن طريق إظهار شاشة بدء التشغيل (شاشة البداية) أو صندوق حوار تقدم الملف، ومع ذلك فإنه يلبي بعض الاحتياجات البشرية فهو يبدو أسرع للمستخدم بالإضافة إلى توفير إشارة مرئية لإعلامهم بأن النظام يتعامل مع طلباتهم.

## وصف
في معظم الحالات، يؤدي ازدياد الأداء الحقيقي إلى زيادة الأداء المتوقع، ولكن عندما لا يمكن زيادة الأداء الفعلي بسبب القيود المادية، يمكن استخدام التقنيات لزيادة الأداء المتوقع على حساب انخفاض الأداء الحقيقي بشكل هامشي. على سبيل المثال: يؤدي رسم شريط التقدم وتجديده أثناء تحميل الملف إلى إرضاء المستخدم الذي يشاهد، ولكنه يسرق الوقت من العملية التي تقوم بالفعل بتحميل الملف، ولكن عادةً ما يكون هذا فترة زمنية صغيرة جِدًّا. يجب أن تستغل جميع هذه التقنيات عدم قدرة المستخدم على الحكم على الأداء الحقيقي بدقة، وإلا فإنها ستعتبر ضارة بالأداء.
قد تتضمن تقنيات تحسين الأداء المتوقع أكثر من مجرد تقليل التأخير بين طلب المستخدم والملاحظات المرئية. في بعض الأحيان يمكن النظر إلى زيادة في التأخير على أنها تحسن في الأداء، مثل عندما يُضبط متغير يتحكم فيه المستخدم على متوسط تشغيل لمدخلات المستخدمين، هذا يمكن أن يعطي الانطباع بحركة أكثر سلاسة، لكن المتغير المتحكم به يصل دائمًا إلى القيمة المطلوبة متأخرة قليلاً. نظرًا لأنه يسهّل من ارتعاش التردد العالي عندما يحاول المستخدم الاحتفاظ بالقيمة الثابتة، فقد يشعر وكأنه ينجح بسهولة أكبر. هذا النوع من الحل الوسط سيكون مناسبًا للتحكم في بندقية قنص في لعبة فيديو، وقد يكون مثال آخر هو القيام بحساب تافه قبل الوقت وليس بعد قيام المستخدم بتشغيل أحد الإجراءات، مثل فرز قائمة كبيرة من البيانات قبل أن يرغب المستخدم في رؤيتها. تظهر تقنية لقياس وتفسير النظم البعيدة للأداء المدركة في عام 2003 ، وحُدِّثَت في عام 2005 للأجهزة الافتراضية.